# Neuehütte

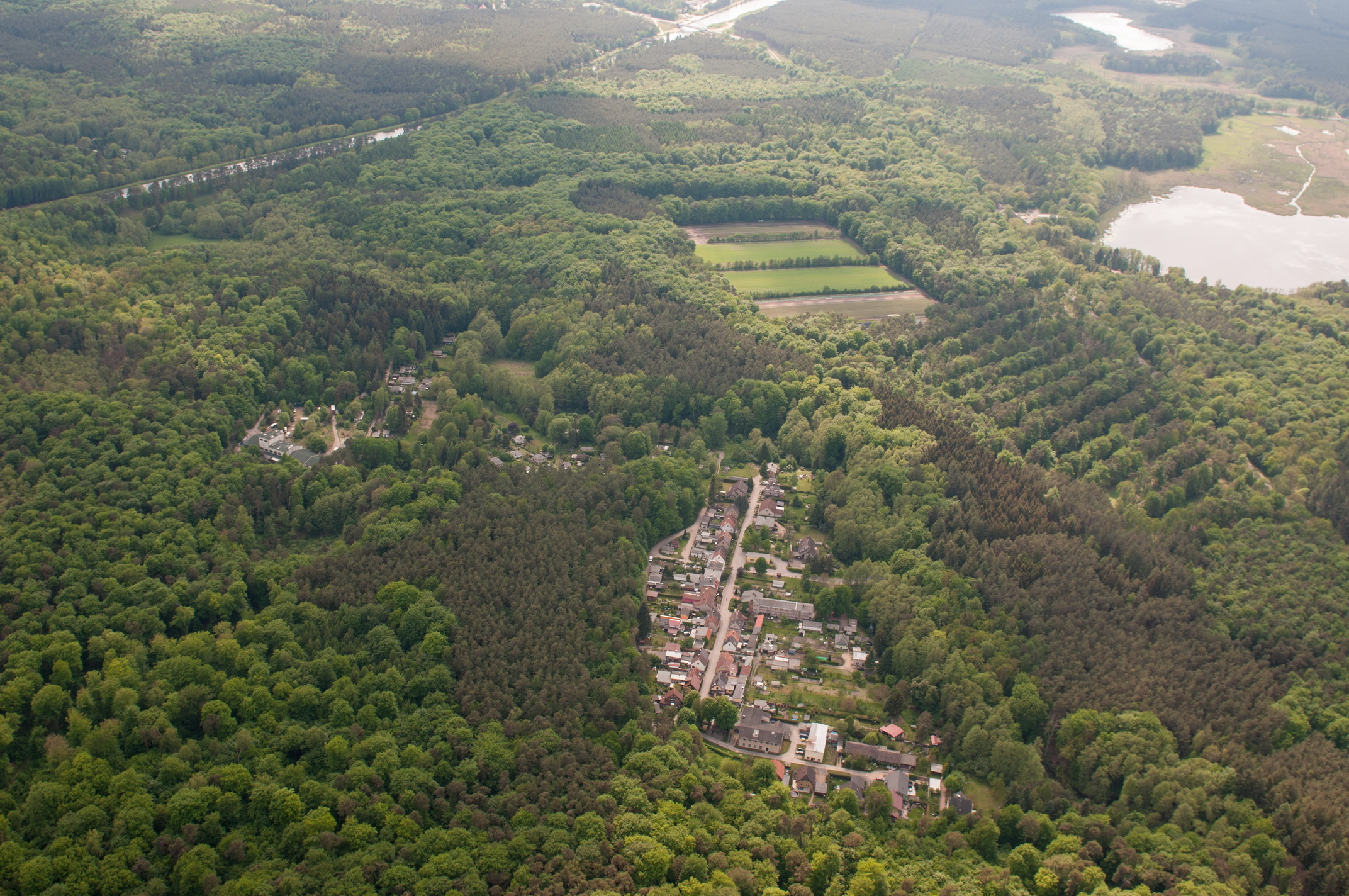
Neuehütte, links oben der Oder-Havel-Kanal mit dem Ragöser Damm, rechts der Große Stadtsee

Neuehütte ist ein Ortsteil der brandenburgischen Gemeinde Chorin und gehört zum Amt Britz-Chorin-Oderberg. 2008 hatte das Walddorf 125 Einwohner.

## Geschichte
Formal wurde Neuehütte 1798 durch die Gemeinde und das Kloster Chorin gegründet, die an dieser Stelle eine Glashütte errichten wollten. Beide Gründer gaben Land für die 11,5 Hektar große Gemeindefläche. Bereits zuvor existierte auf diesem Gebiet eine Wassermühle an der Ragöse und mehrere Waldschmieden, die die Wassermühle zur Ausübung ihres Handwerks nutzten. 1937 wurde von der Forstakademie Eberswalde eine Köhlerei errichtet, die nach der Wende mit erheblichen Fördermitteln modernisiert wurde. Die Firma ging 1997 pleite, 2001 wurde die Anlage demontiert und nach Lettland verkauft.
Der Ort Neuehütte wurde am 27. September 1998 in die Gemeinde Chorin eingegliedert.